# Andros Townsend
Andros Darryl Townsend (* 16. Juli 1991 in London) ist ein englischer Fußballspieler. Der Flügelspieler spielt zurzeit bei Antalyaspor.

## Karriere

### Verein
Townsend spielte seit seinem neunten Lebensjahr bei den Spurs und wurde seit dem Jahre 2007 in deren Fußballakademie ausgebildet. In seiner Zeit dort trug er dazu bei, dass die U18-Mannschaft des Vereins das Finale der Premier Academy League der Saison 2008/09 erreichte. Im März 2009 wurde Townsend an den englischen Drittligisten Yeovil Town verliehen, um bis zum Ende der Spielzeit Erfahrungen zu sammeln. Direkt im Anschluss, im August 2009, wurde ein Leihgeschäft mit dem Football-League-One-Vertreter Leyton Orient abgeschlossen, das jedoch auf einen Monat befristet war. Nachdem er jedoch im Ligaspiel gegen seinen früheren Klub Yeovil Town das zwischenzeitliche 2:2 (Endstand 3:3) durch einen Lauf über das ganze Feld hatte erzielen können, wurde sein Leihvertrag bis zum Ende der Hinrunde verlängert. Doch auch nach dieser Leihe war Townsend noch nicht bereit für den Kader der Spurs und sollte die zweite Hälfte der Saison 2009/10 bei Milton Keynes Dons verbringen. Nach zwei Monaten sah sich Tottenham Hotspur jedoch akuten Verletzungsproblemen gegenüber, sodass Townsend wie auch Jake Livermore zurückberufen wurden.
Zu Beginn der Saison 2010/11 unterschrieb Townsend einen Leihvertrag beim Zweitligisten Ipswich Town, der für die gesamte Spielzeit gelten sollte. Nach durchschnittlichen Leistungen wurde die Leihe zum Jahreswechsel vorzeitig beendet. Dadurch war es Townsend möglich, in der dritten Runde des FA Cups sein Pflichtspieldebüt für die Spurs zu geben und gleichzeitig sein erstes Tor zu erzielen. Durch seine Einsätze in der zweiten Liga konnte er sich jedoch nicht für Nominierungen in der ersten Mannschaft der Spurs bewerben, sodass sich der Zweitligist FC Watford die Dienste des Engländers bis zum Ende der Saison sicherte. Dort jedoch wurde er bereits nach einem Monat und drei Einsätzen aus dem Leihgeschäft entlassen, sodass Townsend mit der Unterschrift beim FC Millwall im März 2011 den vierten Arbeitgeber in einer Saison hatte.
Am Ende der Saison kehrte er nach London zurück und verbrachte die Hinrunde der Saison 2011/12 im Kader der Spurs, für die er zwar immer noch kein Premier-League-Spiel aber sechs Partien in der Europa League absolvieren konnte. Für die Rückrunde 2011/12 wurde Townsend bis zum Saisonende an Leeds United ausgeliehen und verlängerte außerdem seinen Vertrag bei Tottenham Hotspur um vier Jahre. Jedoch wurde er schon im Februar an Birmingham City weiterverliehen, da er bei Leeds nicht zufrieden gewesen war.
Die Hinrunde 2012/13 verbrachte er wieder in Tottenham und kam zu seinen ersten fünf Einsätzen in der Premier League und drei in der Europa League. Am 31. Januar 2013 wechselte Townsend bis Saisonende auf Leihbasis zu den Queens Park Rangers. In zwölf Spielen schoss er seine ersten beiden Premier-League-Tore; der Verein stieg jedoch als Tabellenletzter ab.
Im Juni 2013 ist Townsend vom nationalen Verband FA wegen des Verstoßes gegen Wettregeln für vier Monate gesperrt worden. Zusätzlich wurde eine Geldstrafe in Höhe von 18.000 Pfund verhängt.
Im Januar 2016 wechselte Townsend zu Newcastle United. Bei den Magpies unterschrieb er einen Vertrag über fünfeinhalb Jahre. Nach dem Abstieg mit Newcastle United wechselte er zur Saison 2016/17 zu Crystal Palace.
Nachdem er ab 2021 zwei Jahre für den FC Everton gespielt hatte, wechselte er im Oktober 2023 als vereinsloser Spieler zu Luton Town und erhielt dort einen Vertrag bis Januar 2024.
Townsend wechselte im August 2024 in die Türkei zum Verein Antalyaspor.

### Nationalmannschaft
Townsend durchlief die U-16-, U-17- und U-19-Nationalmannschaft der englischen Football Association. Mit der U-19 nahm er an der U-19-Europameisterschaft 2009 in der Ukraine teil und wurde dort zweimal in der Gruppenphase eingewechselt.
Sein erstes Spiel für die englische A-Nationalmannschaft machte er in der Startelf im Qualifikationsspiel zur Fußball-Weltmeisterschaft 2014 gegen Montenegro am 11. Oktober 2013. Sein Spiel wurde gelobt (Townsend had dream debut), und er erzielte beim 4:1-Sieg in der 78. Minute ein Tor. Sein bislang letztes Länderspiel absolvierte er am 15. November 2016 beim 2:2 gegen Spanien. Seitdem wurde er nicht mehr berücksichtigt.

## Einsatzstatistik
Stand: 26. April 2014
| Liga                         | Verein              | Saison           | Liga     | Liga | FA Cup   | FA Cup | League Cup | League Cup | Europa League | Europa League | Sonstige | Sonstige | Gesamt   | Gesamt |
| Liga                         | Verein              | Saison           | Einsätze | Tore | Einsätze | Tore   | Einsätze   | Tore       | Einsätze      | Tore          | Einsätze | Tore     | Einsätze | Tore   |
| ---------------------------- | ------------------- | ---------------- | -------- | ---- | -------- | ------ | ---------- | ---------- | ------------- | ------------- | -------- | -------- | -------- | ------ |
| Football League One          | Yeovil Town         | 2008/09          | 10       | 1    | —        | —      | —          | —          | —             | —             | —        | —        | 10       | 1      |
| Football League One          | Leyton Orient       | 2009/10          | 22       | 2    |          |        | 2          | 0          | —             | —             | 12 1     | 0        | 26       | 2      |
| Football League One          | Milton Keynes Dons  | 2009/10          | 9        | 2    | —        | —      | —          | —          | —             | —             | —        | —        | 9        | 2      |
| Football League Championship | Ipswich Town        | 2010/11          | 13       | 1    | —        | —      | 3          | 0          | —             | —             | —        | —        | 16       | 1      |
| Football League Championship | FC Watford          | 2010/11          | 3        | 0    |          |        | —          | —          | —             | —             | —        | —        | 3        | 0      |
| Football League Championship | FC Millwall         | 2010/11          | 11       | 2    | —        | —      | —          | —          | —             | —             | —        | —        | 11       | 2      |
| Football League Championship | Leeds United        | 2011/12          | 3        | 0    | 1        | 0      | —          | —          | —             | —             | —        | —        | 4        | 0      |
| Football League Championship | Birmingham City     | 2011/12          | 15       | 0    |          |        | —          | —          | —             | —             | 21 2     | 0        | 16       | 0      |
| Premier League               | Queens Park Rangers | 2012/13          | 12       | 2    | —        | —      | —          | —          | —             | —             | —        | —        | 12       | 2      |
| Gesamt Leihen                | Gesamt Leihen       | Gesamt Leihen    | 98       | 10   | 1        | 0      | 5          | 0          | —             | —             | 3        | 0        | 107      | 10     |
| Premier League               | Tottenham Hotspur   | 2008–2010        |          |      |          |        |            |            |               |               | —        | —        | 0        | 0      |
| Premier League               | Tottenham Hotspur   | 2010/11          |          |      | 1        | 1      |            |            |               |               | —        | —        | 1        | 1      |
| Premier League               | Tottenham Hotspur   | 2011/12          |          |      |          |        | 1          | 0          | 6             | 1             | —        | —        | 7        | 1      |
| Premier League               | Tottenham Hotspur   | 2012/13          | 5        | 0    | 1        | 0      | 1          | 1          | 3             | 0             | —        | —        | 10       | 1      |
| Premier League               | Tottenham Hotspur   | 2013/14          | 25       | 1    |          |        | 1          | 0          | 7             | 1             | —        | —        | 33       | 2      |
| Gesamt Tottenham             | Gesamt Tottenham    | Gesamt Tottenham | 30       | 1    | 2        | 1      | 3          | 1          | 16            | 2             | —        | —        | 51       | 5      |
| Karriere Gesamt              | Karriere Gesamt     | Karriere Gesamt  | 128      | 11   | 3        | 1      | 8          | 1          | 16            | 2             | 3        | 0        | 158      | 15     |